# Смынтына, Елена Валентиновна
Смынтына Елена Валентиновна (28 июля 1972 г., Херсон) — историк, археолог. Доктор исторических наук (2003); профессор (2004); академик Академии наук высшего образования Украины (2010); воспитанница и научный руководитель научной школы «Древняя история, археология и этнология», основанной в ОНУ имени И. И. Мечникова в 1968 г. Премия Президента Украины для молодых учёных (2006), премия имени И. Крипякевича (2011). Грамоты Верховной Рады Украины, Министерства образования и науки Украины, НАН Украины, Одесской областной государственной администрации.

## Биография
Родилась 28 июля 1972 в г. Херсоне. Отец Валентин Андреевич — доктор физико-математических наук, профессор, член Академии наук Высшей школы Украины, заведующий кафедрой экспериментальной физики, ректор Одесского национального университета им. И. И. Мечникова (1995—2010). Мать Жанна Петровна — заведующая научно-организационным отделом ОНУ.
В 1989 г., после окончания с золотой медалью средней школы № 56 г. Одессы, Елена Валентиновна поступила на исторический факультет ОГУ (ныне — Одесский национальный университет имени И. И. Мечникова). Под руководством проф. В. Н. Станко она выбирала новую и мало исследованную в отечественной науке проблему взаимодействия природы и общества на ранних этапах истории человечества. В 1994 году, окончив с отличием исторический факультет, Е. В. Смынтына поступает в аспирантуру, где продолжает свои исследования, результатом которых стала защита кандидатской диссертации на тему: "История населения Украины в IX-III тыс. до н. э.: экологический аспект" (Днепропетровск, 1997 г.). Научный руководитель Станко Владимир Никифорович.
Свою трудовую деятельность Е. В. Смынтына начинает лаборантом в лаборатории археологии и этнографии степной Украины в 1992 году. будучи студенткой III курса. Обучение в аспирантуре она совмещает с преподавательской деятельностью в должности ассистента кафедры археологии и этнологии Украины. После защиты кандидатской диссертации Е. В. Смынтына продолжает работать на этой кафедре в должности старшего преподавателя, а в 2000 г. получает учёное звание доцента. В том же году она избирается заведующей кафедрой археологии и этнологии Украины исторического факультета ОНУ имени И. И. Мечникова, и занимает эту должность до сих пор.
В 2003 г. в Институте украиноведения им. И. Крипякевича НАН Украины (г. Львов) Елена Валентиновна защищает докторскую диссертацию на тему: "Древнее население Украины в его естественной среде: эпоха раннепервобытной общины", а в 2004 г. получает учёное звание профессора кафедры археологии и этнологии Украины.
С ноября 2004 г. Елена Валентиновна — заместитель председателя диссертационного совета по защите докторских диссертаций при историческом факультете Одесского национального университета.
С 1999 г. Е. В. Смынтына — действительный член Европейской Ассоциации археологов, член комитета по профессиональной подготовке археологов, контактное лицо для стран Восточной Европы; с 2000 г. — национальный координатор деятельности Общества Центральной Евразии; с 2001 г. — член Европейского Общества инвайронментальной истории; с 2003 г. — член Всемирного археологического конгресса; с 2004 г. — индивидуальный член Международного географического общества, с 2008 г. — руководитель Центра культуры и истории Италии имени Дж. Гарибальд; с 2009 г. — член Национального комитета Международной Ассоциации исследователей четвертичного периода (соруководитель секции археологии); с 2011 г. — член Геологического Общества США. С 2010 по 2015 — директор Института международного образования ОНУ имени И. И. Мечникова, с 2010 г. — академик Академии наук высшего образования Украины.
Награждена премией Президента Украины для молодых учёных (2006), премией имени И. Крипякевича (2011), грамотами Верховной Рады Украины, Министерства образования и науки Украины, НАН Украины, Одесской областной государственной администрации.

## Научная деятельность
Рассматривая дописьменной этап развития человечества как неотъемлемую часть проблемного поля исторической науки, Е. В. Смынтына отстаивает эффективность экологического подхода в интерпретации историко-культурных процессов первобытного периода. Едва ли не впервые в отечественной исторической науке она обращается к концептуализации пространственных рамок историко-археологического исследования, анализируя познавательный потенциал понятий географической зоны, ландшафта, экологической ниши и предлагая теорию жилого пространства как территориальной единицы, в рамках которой применение палеоэкологического подхода к реконструкции древней истории оказывается наиболее плодотворным. Это позволяет по-новому определить степень зависимости базовых компонентов культуры раннепервобытных жителей на территории современной Украины от природной среды.
На сегодняшний день научное достояние О. В. Смынтыны составляет около 200 печатных работ, среди которых 3 монографии, 3 учебных пособия, 14 методических изданий и около 150 статей, опубликованных в ведущих отечественных и зарубежных профельных изданиях Украины, России, Молдовы, Великобритании, США, Германии, Бельгии, Португалии, Финляндии, Греции, Венгрии и других стран.
А. В. Смынтына плодотворно сотрудничает с зарубежными научными и образовательными учреждениями. Она принимала участие в выполнении проектов "Скифия к скифам" (ШТАБ), "Одесса в Европе — Европа в Одессе" (ТЕМРПЗ), «Археология и этнология Восточной Европы: шаг молодежи в XXI в.», стажировалась в Центральноевропейском университете (г. Будапешт, Венгрия) и университете г. Экзетер (Великобритания).
Неоднократно она была организатором и руководителем научных секций на международных конгрессах в Португалии, Греции, России, Германии. При её непосредственном участии на базе возглавляемой ею кафедры регулярно проводятся международные научные конференции.
А. В. Смынтына работает в редколлегиях таких научных изданий, как "Записки исторического факультета" и "Археология и этнология Восточной Европы: Материалы и исследования", а также "Вестник Одесского университета. Серия исторических наук". По её инициативе и под её научной редакцией вышел специальный выпуск из серии "Вritish Аrсhaelogical Reports".

## Труды
- Давня історія України. Ч. 1 : Епоха антропосоціогенезу та ранньопервісної общини : навч. посіб. / О. В. Сминтина. – Одеса : Гермес, 1999. – 124 с.
- Екологічні основи відтворення регіональної історії / О. В. Сминтина // Історія України: маловідомі імена, події, факти : зб. ст. – Київ : Рідний край, 1999. – Вип. 7. – С. 167-171.
- Палеоекологічний підхід до вивчення історії населення сучасного терену України в ІХ т УІ тис. до н.е. / О. В. Сминтина // Вісник ОДУ. – 1999. – Т. 4, вип. 2 : Гуманітарні науки. – С. 7-11.
- К проблеме адаптивности культуры этноса: археологический и этнологический аспекты / Е. В. Смынтына // Интеграция археологических и этнографических исследований : сб. науч. тр. – Владивосток ; Омск : Изд-во ОмГПУ, 2000. – С. 35-87.
- Зональність ранньопервісних культур: дослідження, факти, теорії / О. В. Сминтина. – Одеса : Астропринт, 2001. – 306 с.
- Представлення о пространстве в англоязычной этноархеологии / Е. В. Смынтына // Интеграция археологических и этнографических исследований. – Нальчик ; Омск : Изд-во ОМГПУ, 2001. – С. 87-89.
- Ландшафт в контексті палеоекологічного підходу до вивчення давньої культури: проблеми та перспективи / О. В. Сминтина // Записки історичного факультету. – 2001. – Вип. 11. – С. 143-152.
- Поняття жилого простору в контексті дослідження ранньомезолітичних культур степової України / О. В. Сминтина // Археологія. – 2002. – № 1. – С. 44-51.
- Розкопки пізньомезолітичного поселення Залізничне / О. В. Сминтина // Археологія. – 2002. – № 4. – С. 108-118;
- The environmental approach to prehistoric studies: approaches and theories / O. V. Smyntyna // History and theory: Studies in the philosophy of history. – 2003. – Vol. 42, № 4 : Theme issue: environment and history. – P. 44-59.
- Теоретичні питання дослідження екології давньої людини / О. В. Сминтина. – Одеса : Астропринт, 2004. – 104 с.
- An attempt at living space delineation: the case for early mesolithic of Steppe Ukraine / O. V. Smyntyna // British archaeological report. International Series. – 2004. – № 1224. – P. 89-99.
- Early prehistoric culture conceptualization: contemporary controversies / O. V. Smyntyna // British archaeological reports. International series. – 2004. – № 1313. – P. 1-10.
- Ecological explanation of Hunter-Gatherers Behavior: an attempt of historical overview / O. V. Smyntyna // Social evolution and history. – 2004. – Vol. 3, № 2. – P. 3-24.
- Introduction. The use of living space in prehistory / O. V. Smyntyna // British archaeological reports. International series. – 2004. – № 1224.
- L ate mesolithic living spaces in the framework of the Black and Azov Sea steppe / O. V. Smyntyna // British archaeological reports. International series. – 2004. – № 1271. – P. 63-75.
- Late mesolithic of Southern Ukraine: the settlement of Zaliznychne and new sources for interpretation of the Kukrek phenomenon / O. V. Smyntyna // British archaeological reports. International series. – 2004. – № 1302. – P. 173-186.
- Landscape in prehistoric archaeology: comparing Western and Eastern paradigms / O. V. Smyntyna // Landscape ideologies. Archaeolingua, series minor. – Budapest, 2006. – Vol. 22. – P. 81-96.
- Late mesolithic of the Ukrainian part of the Lower Danube region: new perspectives of human adaptation and interpretation of natural environments / O. V. Smyntyna // Quaternary international. – 2007. – Vol. 167-168. – P. 114-120.
- Острів Зміїний. Історія та археологія / О. В. Сминтина, С. Б. Охотніков, О. І. Терещенко [та ін.]. – Одеса : Астропринт, 2008. – 175 с.
- Introduction / O. V. Smyntyna // Quaternary International. – 2009. – Vol. 197, № 2. – Р. 1-5.
- Pavel Dolukhanov (1937-2009) / O. V. Smyntyna // Quaternary International. – 2010. – Vol. 225, iss. 2. – P. 150-152.
- Agriculture, or the domestication of plants, diffused from its start in the Middle East to the rest of the world. PRO / O. V. Smyntyna // Popular Controversies in World History. – California : Santa Barbara: ABC-Clio, 2011. – Vol. 1 : Prehistory and Early Civilizations. – P. 23-37.
- Mesolithic settlements of the Ukrainian Steppes: migration as sociocultural response to a changing world / O. V. Smyntyna // British Archaeological reports, International series / Comparative Archaeology and Paleoclimatology: sociocultural responces to a changing world. – 2013. – № 2456. – P. 93-98.
- Environment in Soviet and Post-Soviet archaeology / O. V. Smyntyna // Humans and environment: new archaeological perspective for the twenty-first century. – Oxford : Oxford University press, 2013. – Р. 27-44.
- Late Mesolithic site of Zaliznychne in the light of recent hypothesis of Neolithization of North-Western Pontic region / O. V. Smyntyna // Romanian Review of Eurasian Studies. – 2015. – Vol. XI, № 1-2. – P. 7-22.

## Посилання
Одеський національний університет імені І. І. Мечникова